# 師延
師延，生平不詳，惟按《太平廣記》記載，軒轅時已數百歲。殷商時的音樂家。師延精通陰陽，掌握星象經緯，從伏羲時代開始，世世代代均擔任樂官。他演奏音樂時，天神便會下降聆聽。除此以外，他聆聽各國的音樂便可以知道一個國家的興衰。
紂王因迷戀聲色，因此命師延奏樂，無奈紂王批評淡而無味，因此將其囚禁並判處極刑。師延一籌莫展，因此作了清商流徵調色之音，交由獄卒上繳。但紂王仍然不滿意，不願將其釋放。師延無可奈何，為了避免遭受炮烙之刑，只好順著紂王意願創作一些迷魂和使人心神顛倒之曲。紂王聽後立刻轉嗔回喜，將其釋放。
當武王看見紂王顢頇昏庸無道時，便立即起兵討伐紂王。此時，師延向東方逃去，當到達濮水邊時投河自盡。